# テヴィタ・タウフイ
テヴィタ・タウフイ（Tevita Taufui、1988年3月21日 - ）は、トンガ出身のラグビーユニオン選手。

## プロフィール
- ポジションはウイング(WTB)、センター(CTB)。
- 身長 172cm、体重 101kg
- ニックネームはT。
- ラグビートンガ代表に選ばれたことがある[2]。

## 略歴
パーマーストンノーズボーイズ、ユーコル大学を経て、2018年、豊田自動織機シャトルズに加入。同年9月8日に行われたジャパンラグビートップリーグ第2節の日野レッドドルフィンズ戦にて途中出場で日本での公式戦初出場を果たす。
2019年、豊田自動織機シャトルズを退団した。